# Bruno Bruins
Bruno Bruins, né le 10 juillet 1963 à Arnhem, est un homme politique néerlandais. Membre du Parti populaire pour la liberté et la démocratie (VVD), il est ministre des Soins médicaux de 2017 à 2020, un poste sans portefeuille au sein du ministère de la Santé, du Bien-être et des Sports, dans le troisième cabinet de Mark Rutte.

## Biographie

### Secrétaire d'État sous Balkenende
Diplômé de l'université de Groningue, Bruins est secrétaire d'État au ministère de l'Éducation, de la Culture et de la Science entre 2006 et 2007, assistant la ministre Maria van der Hoeven sur les sujets d'enseignement supérieur, de formation continue, politique scientifique, de questions liées aux médias, de politique culturelle et politique des arts. Lorsqu'il quitte la fonction, il devient bourgmestre intérimaire de Leidschendam-Voorburg (Hollande-Méridionale). Le 11 avril 2007, il est fait chevalier de l'ordre d'Orange-Nassau.

### Carrière dans le privé
Bruins se retire par la suite temporairement de la vie politique, étant notamment directeur de l'entreprise de transport Connexxion (2008-2011) puis président de l'Association d'assurance des salariés (2012-2017).

### Retour au gouvernement
Nommé ministre des Soins médicaux au sein du cabinet Rutte III le 26 octobre 2017, il acte le déménagement de l'Agence européenne des médicaments de Londres vers Amsterdam, qui est effectif après la sortie du Royaume-Uni de l'Union européenne. « Épuisé » par la gestion de la pandémie de maladie à coronavirus, il démissionne le 19 mars 2020 de ses fonctions ministérielles après avoir fait un malaise au Parlement. Le Premier ministre lui demande de prendre le reste de la semaine en repos mais il refuse, estimant qu'un successeur capable de gérer la crise à plein temps doit être nommé au plus tôt. Martin van Rijn (en), ancien secrétaire d'État à la Santé, au Bien-être et aux Sports, se dit disponible et lui succède le lendemain.